# Ex-Muslims of North America

Het oude logo van de EXMNA

Ex-Muslims of North America (Ex-moslims van Noord-Amerika), afgekort als EXMNA, is een organisatie die actief is in Canada en de Verenigde Staten. Het doel van de organisatie is het steunen van mensen die de islam verlaten en geen ander geloof aanhangen, met name de mensen die hier niet open voor kunnen zijn uit angst dat ze door de gemeenschap gemeden worden, of met geweld te maken krijgen. Mensen die bekeren tot een ander geloof zijn niet de primaire doelgroep van EXMNA, aangezien zij snel in andere groepen terecht kunnen, EXMNA richt zich specifiek op seculiere ex-moslims. EXMNA beschrijft haar doelstelling als het creëren van een veilige plek voor ex-moslims die een gemeenschap buiten hun religieuze achtergrond zoeken. De organisatie pleit voor acceptatie van religieuze dissidentie, seculiere waarden en wil een eind maken aan de discriminatie waar ex-moslims mee te maken krijgen.
In 2014 voerde de organisatie een campagne tegen het beleid van Twitter, waardoor de overheid van Pakistan twitteraccounts van islamcritici in Pakistan kon afsluiten. Met de hashtag #TwitterTheocracy is het ze gelukt om de afgesloten accounts te laten herstellen door Twitter.
EXMNA heeft vestigingen in onder andere Toronto, Washington, Houston, New York en Chicago.